# أرواحنا في الليل (فلم)
أرواحنا في الليل هو فيلم دراما أمريكي من إخراج ريتيش باترا ‏ وكتبه سكوت نيوستادتر ‏ ومايكل أتش ويبر ‏. الفيلم مستند إلى رواية تحمل نفس الاسم من كتابة كينت هاروف ‏. الفيلم من بطولة روبرت ريدفورد وجين فوندا وماتياس شونارتس وجودي جرير. كان العرض الأول في العالم للفيلم في مهرجان البندقية السينمائي في 1 سبتمبر 2017. تم إصدار الفيلم على نتفليكس في 29 سبتمبر 2017. 

## الممثلين
- روبرت ريدفورد بدور لويس ووترز، أرمل يعيش بالقرب من أدي وهو والد هولي.
- جين فوندا بدور أدي مور، أرملة تعيش بالقرب من أم لويس وجيني وجدة جيمي.
- ماتياس شونارتس بدور جين مور، ابن أدي ووالد جيمي.
- جودي جرير بدور هولي ووترز، ابنة لويس.
- بروس ديرن بدور دورلان بيكر.
- إيان أرميتاج بدور جيمي مور، ابن جين وحفيد أدي.

## الصدور
العرض الأول في العالم للفيلم في مهرجان البندقية السينمائي في 1 سبتمبر 2017. تم إصدار الفيلم على نتفليكس في 29 سبتمبر 2017. 

## وصلات خارجية
- Our Souls At Night at Netflix
- مقالات تستعمل روابط فنية بلا صلة مع ويكي بيانات